# 肖尔布拉克镇
肖尔布拉克镇（維吾爾語：شوربۇلاق بازىرى‎，拉丁维文：Shorbulaq Baziri），是中华人民共和国新疆维吾尔自治区伊犁哈萨克自治州新源县下辖的一个乡镇级行政单位。

## 行政区划
肖尔布拉克镇下辖以下地区：
伊力特社区、肖尔布拉克新村、肖尔布拉克村、克孜勒金格勒村、喀克村、洪土拜村、克热格塔斯村和塔斯库买村。

## 地方特色
著名的“伊力特曲”系列白酒的原产地，就是肖尔布拉克。